# Cheiromeles torquatus
Cheiromeles torquatus är en däggdjursart som beskrevs av Thomas Horsfield 1824. Cheiromeles torquatus ingår i släktet Cheiromeles och familjen veckläppade fladdermöss.
Inga underarter finns listade i Catalogue of Life. Wilson & Reeder (2005) skiljer mellan tre underarter.

## Utseende
Arten är nästan helt hårlös. Undantaget är korta fina hår på huvudet och på flygmembranen vid svansen samt borstiga hår på djurets nacke, på bakfötternas andra tå och kring en säckformig körtel på strupen. Körteln producerar en starkt luktande vätska. Cheiromeles torquatus har tjock svart hud med många bucklor och rynkor. På varje sida av kroppen finns en stor hudveck. I dessa påsar förvarar fladdermusen sina vingar när den rör sig på land. Hos arten förekommer små trekantiga öron som inte är sammanlänkade. Denna fladdermus saknar hudveck vid näsan (blad). Den har kraftiga framtänder som är riktade framåt och mellan dessa och hörntänderna finns en klaff (diastema). Tandformeln är I 1/1 C 1/1 P 1/2 M 3/3, alltså 26 tänder. Stortån vid bakfötterna är motsättlig och den har en nagel.

## Utbredning och habitat
Cheiromeles torquatus förekommer i Sydostasien. Den lever på södra Malackahalvön, på Sumatra, på Borneo, på Java, på Palawan (Filippinerna) och på flera mindre öar i regionen. Habitatet utgörs av skogar och odlade regioner.

## Ekologi
Individerna vilar på dagen i trädens håligheter och i grottor. I de senare bildas vanligen stora kolonier med upp till tusen medlemmar. Fladdermössen lämnar sovplatsen under kvällen och jagar med hjälp av ekolokalisering marklevande (bland annat termiter) samt flygande insekter. Jakten sker över skogsgläntor och jordbruksområden samt ovanpå skogen.
Honan föder två ungar per kull. Tidigare antogs att de följer med i påsen på de vuxna djurens kroppssidor. Mera trolig är att de stannar vid sovplatsen.
I grottorna där fladdermusen vilar lever många tvestjärtar av arten Arixenia esau. De vandrar på grottans väggar och även på själva fladdermössen. Ursprungligen antogs att tvestjärten är fladdermusens parasit. Den äter istället rester av insekter som finns i fladdermusens avföring samt skalbaggar som lever i grottorna.

## Cheiromeles torquatusoch människor
I samma grottor som bebos av fladdermusen lever även fåglar av gruppen salanganer. Fåglarna skapar ätliga svalbon som samlas av människor. Dessa aktiviteter är ofta störande för fladdermusen.
Ursprungsbefolkningen i Malaysia antar felaktig att fladdermusen är ett skadedjur på ris. Riskorn som hittades i fladdermusens bon flyttades troligen ditt av råttor. Flera individer dödas av bönder som "försvarar" sina odlingar. På grund av jakten är Cheiromeles torquatus regionalt sällsynt men hela beståndet är inte hotad.  IUCN kategoriserar arten globalt som livskraftig.